# Скокови у воду на Летњим олимпијским играма 2016 — торањ 10 м за жене
Такмичење у скоковима у воду у дисциплини скокови са торња за жене на Летњим олимпијским играма 2016. у Рио де Жанеиру одржано је 17. и 18. августа на базену Центра за водене спортове Марија Ленк смештеном у четврти Бара да Тижука.
На такмичењу је учестовало 28 скакачица из 19 земаља, а такмичење се одржало у три етапе. Првог дана скакане су квалификације у којима је свака такмичарка извела по 5 скокова, а пласман у полуфинале остварило је 18 такмичарки са најбољим резултатима. У полуфиналу које је одржано 18. августа скакало се нових 5 серија, а пласман у финале остварило је првих 12 такмичарки. Финале је одржано истог дана када и олуфинале, а победници су одлучени након пет нових серија скокова. 
Златну и сребрну медаљу освојиле су репрезентативке Кине Жен Ћен са укупном оценом финала 439,25 бодова, и Си Јађе са 419,40 бодова, док је бронзана медаља припала Канађанки Меган Бенфето са освојених 389,20 бодова.

## Освајачи медаља
|               | Резултат |               | Резултат |                     | Резултат |
|               |          |               |          |                     |          |
| Жен Ћен (CHN) | 439,25   | Си Јађе (CHN) | 419,40   | Меган Бенфето (CAN) | 389,20   |

## Резултати
| Плас. | Скакачица                  | Квалификације | Квалификације | Полуфинале        | Полуфинале        | Финале                  | Финале                  | Финале                  | Финале                  | Финале                  | Финале                  | Финале                  |
| Плас. | Скакачица                  | Бод.          | Плас.         | Бод.              | Плас.             | Скок 1                  | Скок 2                  | Скок 3                  | Скок 4                  | Скок 5                  | ∑                       | Плас.                   |
| ----- | -------------------------- | ------------- | ------------- | ----------------- | ----------------- | ----------------------- | ----------------------- | ----------------------- | ----------------------- | ----------------------- | ----------------------- | ----------------------- |
| 1.    | Жен Ћен (CHN)              | 385,80        | 2.            | 362,40            | 3.                | 78,00                   | 84,80                   | 94,05                   | 91,20                   | 91,20                   | 439,25                  |                         |
| 2.    | Си Јађе (CHN)              | 397,45        | 1.            | 389,30            | 1.                | 81,00                   | 86,40                   | 86,40                   | 79,20                   | 86,40                   | 419,40                  |                         |
| 3.    | Меган Бенфето (CAN)        | 329,15        | 7.            | 332,80            | 9.                | 81,60                   | 78,00                   | 79,20                   | 76,80                   | 73,60                   | 389,20                  |                         |
| 4.    | Паола Еспиноза (MEX)       | 313,70        | 13.           | 306,45            | 12.               | 66,00                   | 75,90                   | 81,60                   | 81,60                   | 72,00                   | 377,10                  | 4.                      |
| 5.    | Мелиса Ву (AUS)            | 342,80        | 4.            | 346,0             | 4.                | 73,50                   | 72,00                   | 75,60                   | 81,60                   | 66,50                   | 368,30                  | 5.                      |
| 6.    | Розелин Фиљо (CAN)         | 323,55        | 9.            | 336,80            | 7.                | 71,40                   | 85,80                   | 76,50                   | 47,85                   | 86,40                   | 367,95                  | 6.                      |
| 7.    | Ким Унхјанг (PRK)          | 289,45        | 18.           | 343,70            | 5.                | 70,50                   | 72,00                   | 56,10                   | 82,50                   | 76,80                   | 357,90                  | 7.                      |
| 8.    | Минами Итахаши (JPN)       | 320,20        | 10.           | 335,55            | 8.                | 73,60                   | 58,50                   | 69,30                   | 72,00                   | 83,20                   | 356,60                  | 8.                      |
| 9.    | Нур Дабита Сабри (MAS)     | 325,85        | 8.            | 307,65            | 11.               | 72,00                   | 75,20                   | 59,40                   | 59,40                   | 72,00                   | 338,00                  | 9.                      |
| 10.   | Џесика Парато (USA)        | 346,80        | 3.            | 367,0             | 2.                | 81,00                   | 79,20                   | 44,80                   | 52,80                   | 76,80                   | 334,60                  | 10.                     |
| 11.   | Панделела Ринонг (MAS)     | 332,45        | 6.            | 336,95            | 6.                | 72,00                   | 53,65                   | 72,00                   | 73,60                   | 59,20                   | 330,45                  | 11.                     |
| 12.   | Тоња Коуч (GBR)            | 332,80        | 5.            | 318,0             | 10.               | 64,50                   | 67,20                   | 52,80                   | 72,00                   | 67,20                   | 323,70                  | 12.                     |
| 13.   | Катрина Јанг (USA)         | 313,85        | 12.           | 301,45            | 13.               | Прва резерва за финале  | Прва резерва за финале  | Прва резерва за финале  | Прва резерва за финале  | Прва резерва за финале  | Прва резерва за финале  | Прва резерва за финале  |
| 14.   | Јулија Прокопчук (UKR)     | 297,95        | 15.           | 300,65            | 14.               | Друга резерва за финале | Друга резерва за финале | Друга резерва за финале | Друга резерва за финале | Друга резерва за финале | Друга резерва за финале | Друга резерва за финале |
| 15.   | Британи О'Брајен (AUS)     | 290,30        | 17.           | 300,05            | 15.               | Није се пласирала       | Није се пласирала       | Није се пласирала       | Није се пласирала       | Није се пласирала       | Није се пласирала       | Није се пласирала       |
| 16.   | Хана Красношлик (UKR)      | 300,80        | 14.           | 295,45            | 16.               | Није се пласирала       | Није се пласирала       | Није се пласирала       | Није се пласирала       | Није се пласирала       | Није се пласирала       | Није се пласирала       |
| 17.   | Елена Вазен (GER)          | 291,90        | 16.           | 276,70            | 17.               | Није се пласирала       | Није се пласирала       | Није се пласирала       | Није се пласирала       | Није се пласирала       | Није се пласирала       | Није се пласирала       |
| 18.   | Јекатерина Петјухова (RUS) | 317,25        | 11.           | 259,50            | 18.               | Није се пласирала       | Није се пласирала       | Није се пласирала       | Није се пласирала       | Није се пласирала       | Није се пласирала       | Није се пласирала       |
| 19.   | Лаура Марино (FRA)         | 289,35        | 19.           | Није се пласирала | Није се пласирала | Није се пласирала       | Није се пласирала       | Није се пласирала       | Није се пласирала       | Није се пласирала       | Није се пласирала       | Није се пласирала       |
| 20.   | Алехандра Ороско (MEX)     | 287,45        | 20.           | Није се пласирала | Није се пласирала | Није се пласирала       | Није се пласирала       | Није се пласирала       | Није се пласирала       | Није се пласирала       | Није се пласирала       | Није се пласирала       |
| 21.   | Марија Курјо (GER)         | 287,00        | 21.           | Није се пласирала | Није се пласирала | Није се пласирала       | Није се пласирала       | Није се пласирала       | Није се пласирала       | Није се пласирала       | Није се пласирала       | Није се пласирала       |
| 22.   | Ингрид Оливеира (BRA)      | 281,90        | 22.           | Није се пласирала | Није се пласирала | Није се пласирала       | Није се пласирала       | Није се пласирала       | Није се пласирала       | Није се пласирала       | Није се пласирала       | Није се пласирала       |
| 23.   | Сара Бероу (GBR)           | 277,40        | 23.           | Није се пласирала | Није се пласирала | Није се пласирала       | Није се пласирала       | Није се пласирала       | Није се пласирала       | Није се пласирала       | Није се пласирала       | Није се пласирала       |
| 24.   | Маха Гоуда (EGY)           | 276,15        | 24.           | Није се пласирала | Није се пласирала | Није се пласирала       | Није се пласирала       | Није се пласирала       | Није се пласирала       | Није се пласирала       | Није се пласирала       | Није се пласирала       |
| 25.   | Ким Кукхјанг (PRK)         | 263,20        | 25.           | Није се пласирала | Није се пласирала | Није се пласирала       | Није се пласирала       | Није се пласирала       | Није се пласирала       | Није се пласирала       | Није се пласирала       | Није се пласирала       |
| 26.   | Ноеми Батки (ITA)          | 256,90        | 26.           | Није се пласирала | Није се пласирала | Није се пласирала       | Није се пласирала       | Није се пласирала       | Није се пласирала       | Није се пласирала       | Није се пласирала       | Није се пласирала       |
| 27.   | Вило Кормош (HUN)          | 227,70        | 27.           | Није се пласирала | Није се пласирала | Није се пласирала       | Није се пласирала       | Није се пласирала       | Није се пласирала       | Није се пласирала       | Није се пласирала       | Није се пласирала       |
| 28.   | Јулија Тимошињина (RUS)    | 212,25        | 28.           | Није се пласирала | Није се пласирала | Није се пласирала       | Није се пласирала       | Није се пласирала       | Није се пласирала       | Није се пласирала       | Није се пласирала       | Није се пласирала       |